# Akarviozin
Akarviozin je šećer koji se sastoji od cikloheksitola vezanog za 4-amino-4,6-dideoksi--glukopiranozu. Akarviozin je deo potentnog ihibitora α-amilaze akarboze i njegovih derivata. Atom azota se jače vezujuje α-amilazu od prirodnog supstrata, te je ovo jedinjenje potentinje od drugih inihibitora. Nekoliko drugih inhibitora α-amilaze koji sadrže akarviozin su nađeni u mikrobima, uključujući izovalertatine i butitatine iz Streptomyces luteogriseus i duže oligosaharide iz Streptomyces coelicoflavus.